# Лесото на Светском првенству у атлетици у дворани
Лесото се на до сада одржаних 18 Светских првенстава у дворани учествовао 3 пута. Дебитовао је на 7. Светском првенству 1999. у Маебашиу и од тада учествоао је још два пута 2001. и 2012 године.
На сва три првенства на којиа је учествовао Лесото је имао само мушке такмичаре.
На светским првенствима у дворани Лесото није освајао медаље, тако да се после Светског првенства 2018. на вечној табели освајача медаља налази  на 83. месту у групи земаља које нису освајале медаље. Исто тако атлетичари Лесота никад нису били финалисти неке од дисциплина (првих 8 места), па никад нису били ни на табелама успешности појединих првенстава.
| Место | СП у дворани |   |   |   |   |
| =<83  | Лесото       | 0 | 0 | 0 | 0 |

## Освајачи медаља на светским првенствима у атлетици у дворани
Нису освајане медаље.

## Учешће и освојене медаље Лесота на светским првенствима у дворани
| Учешће и освојене медаље Лесота на СП | Учешће и освојене медаље Лесота на СП | Учешће и освојене медаље Лесота на СП | Учешће и освојене медаље Лесота на СП | Учешће и освојене медаље Лесота на СП | Учешће и освојене медаље Лесота на СП | Учешће и освојене медаље Лесота на СП | Учешће и освојене медаље Лесота на СП | Учешће и освојене медаље Лесота на СП | Учешће и освојене медаље Лесота на СП | Учешће и освојене медаље Лесота на СП | Учешће и освојене медаље Лесота на СП | Учешће и освојене медаље Лесота на СП | Учешће и освојене медаље Лесота на СП | Учешће и освојене медаље Лесота на СП | Учешће и освојене медаље Лесота на СП | Учешће и освојене медаље Лесота на СП | Учешће и освојене медаље Лесота на СП |
| СП                                    | Учесника                              | Муш.                                  | Жене                                  | дисц.                                 |                                       |                                       |                                       |                                       | Пласман                               | 4.М                                   | 5.М                                   | 6.М                                   | 7.М                                   | 8.М                                   | УК фин.                               | Пл. ТУ                                | Детаљи                                |
| ------------------------------------- | ------------------------------------- | ------------------------------------- | ------------------------------------- | ------------------------------------- | ------------------------------------- | ------------------------------------- | ------------------------------------- | ------------------------------------- | ------------------------------------- | ------------------------------------- | ------------------------------------- | ------------------------------------- | ------------------------------------- | ------------------------------------- | ------------------------------------- | ------------------------------------- | ------------------------------------- |
| 1987.—1997.                           | Није учествовао'                      | Није учествовао'                      | Није учествовао'                      | Није учествовао'                      | Није учествовао'                      | Није учествовао'                      | Није учествовао'                      | Није учествовао'                      | Није учествовао'                      | Није учествовао'                      | Није учествовао'                      | Није учествовао'                      | Није учествовао'                      | Није учествовао'                      | Није учествовао'                      | Није учествовао'                      | Није учествовао'                      |
| 1999. Маебаши                         | 1                                     | 1                                     | 0                                     | 1                                     | 0                                     | 0                                     | 0                                     | 0                                     | -                                     | 0                                     | 0                                     | 0                                     | 0                                     | 0                                     | 0                                     | 0                                     | [ 1 ]                                 |
| 2001. Лисабон                         | 1                                     | 1                                     | 0                                     | 1                                     | 0                                     | 0                                     | 0                                     | 0                                     | -                                     | 0                                     | 0                                     | 0                                     | 0                                     | 0                                     | 0                                     | 0                                     | [ 2 ]                                 |
| 2003.—2010.                           | Није учествовао                       | Није учествовао                       | Није учествовао                       | Није учествовао                       | Није учествовао                       | Није учествовао                       | Није учествовао                       | Није учествовао                       | Није учествовао                       | Није учествовао                       | Није учествовао                       | Није учествовао                       | Није учествовао                       | Није учествовао                       | Није учествовао                       | Није учествовао                       | Није учествовао                       |
| 2012. Истанбул                        | 1                                     | 1                                     | 0                                     | 1                                     | 0                                     | 0                                     | 0                                     | 0                                     | -                                     | 0                                     | 0                                     | 0                                     | 0                                     | 0                                     | 0                                     | 0                                     | [ 3 ]                                 |
| 2014.—2018.                           | Није учествовао                       | Није учествовао                       | Није учествовао                       | Није учествовао                       | Није учествовао                       | Није учествовао                       | Није учествовао                       | Није учествовао                       | Није учествовао                       | Није учествовао                       | Није учествовао                       | Није учествовао                       | Није учествовао                       | Није учествовао                       | Није учествовао                       | Није учествовао                       | Није учествовао                       |
| Укупно (3)                            | 3                                     | 3                                     | 0                                     |                                       | 0                                     | 0                                     | 0                                     | 0                                     | -                                     | 0                                     | 0                                     | 0                                     | 0                                     | 0                                     | 0                                     | 0                                     |                                       |

## Преглед учешћа спортиста Лесота и освојених медаља по дисциплинама на СП у дворани
Стање после СП 2018.
| Дисциплина | Период | Период   | Укупно | Мушки | Жене |   |   |   |   |
| Дисциплина | Прво   | Последње | Укупно | Мушки | Жене |   |   |   |   |
| ---------- | ------ | -------- | ------ | ----- | ---- | - | - | - | - |
| 60 м       | 1999   | 2018     | 2      | 2     | 0    | 0 | 0 | 0 | 0 |
| 3.000 м    | 2001   | 2001     | 1      | 1     | 0    | 0 | 0 | 0 | 0 |
| Укупно (2) |        |          | 3      | 3     | 0    | 0 | 0 | 0 | 0 |

## Национални рекорди постигнути на светским првенствима у дворани
| Дисцилина | Нови рекорд | Атлетича/ка   | Датум, Место       | Стари рекорд | Атлетича/ка  | Датум, Место      |
| --------- | ----------- | ------------- | ------------------ | ------------ | ------------ | ----------------- |
| 60 м М    | 7,30        | Мелиз Рамита  | 3.3.1999. Маебаши  |              |              |                   |
| 3.000 м М | 8:26,83     | Tau Khotso    | 2001. Лисабон      |              |              |                   |
| 60 м М    | 7,00        | Мосито Лехата | 9.3.2012. Истанбул | 7,30         | Мелиз Рамита | 3.3.1999. Маебаши |

## Занимљивости
- Најмлађи учесник — мушкараци: Мелиз Рамита, 18 год и 359 дана
- Најмлађи учесник — жене:  —
- Најстарији учесник - мушкарци: Мосито Лехата  22 год и 220 дана
- Најстарији учесник - жене:    —
- Највише учешћа: 3 х 1  (Мелиз Рамита, Tau Khotso и  Мосито Лехата)
- Прва медаља:  —
- Најмлађи освајач медаље — мушкарци:  —
- Најстарији освајач медаље — мушкарци:  —
- Најмлађи освајач медаље — жене: —
- Најстарији освајач медаље — жене: —
- Прва златна медаља: -
- Највише медаља:  —
- Најбољи пласман Лесота  по биланс медаља: —
- Најбољи пласман Лесота по табела успешности:  —